# Oxana Rayhel
Oxana Rayhel (Zaporizhzhia, 24 de fevereiro de 1977) é uma ex-handebolista profissional ucraniana, medalhista olímpica.
Oxana Rayhel fez parte do elenco da medalha de bronze inédita da equipe ucraniana, em Atenas 2004.